# Sulivan Gwed
Sulivan Gwed (anciennement Un Panda Moqueur), de son vrai nom Sulivan Guedouar, né le 2 juillet 2000, est un influenceur, vidéaste web et mannequin français.

## Biographie

### Débuts
Sulivan Gwed débute sur la plateforme YouTube en 2014, alors âgé de 13 ans, sous le pseudonyme « Un Panda Moqueur ».

### Carrière
En novembre 2015, il participe au Video City.
En octobre 2021, il sort son premier livre intitulé Fashionology: Sois Mode & Sois Toi, dans lequel il partage sa vision non-genrée de la mode.
En 2022, il ouvre la chaîne YouTube Les Vermines, en duo avec le youtubeur Sundy Jules.

## Cyberharcèlement
En 2015, à 15 ans, il est victime de harcèlement et de menaces avec une page Facebook nommée Lapidation d’un Panda Moqueur place de la République. Après avoir été tenu au courant, Facebook France supprime la page.

## Prise de position
En mars 2023, il prend position contre le projet de réforme des retraites, comme l'influenceuse Léna Situations ou le comédien Freddy Gladieux. 

## Publication
- Sulivan Gwed, Fashionology: Sois Mode & Sois Toi, HarperCollins, 13 octobre 2021, 216 p. (ISBN 979-1033911180)

## Distinction
- 2016 : Coming Soon Masculin - Melty Future Awards[8];
- 2017 : Prix de la meilleure révélation web - Kids' Choice Awards (nomination).

## Filmographie

### Reportage
- 11 février 2017 : Sulivan Gwed : L'ado star de Youtube sur Le Tube (Canal+)[9]

### Doublage
- 2018 : Spider-Man: New Generation : voix additionnelle[10].